# Mali Vrtop
Mali Vrtop (cyr. Мали Вртоп) – wieś w Serbii, w okręgu niszawskim, w gminie Gadžin Han. W 2011 roku liczyła 126 mieszkańców.